# Svatby v Las Vegas

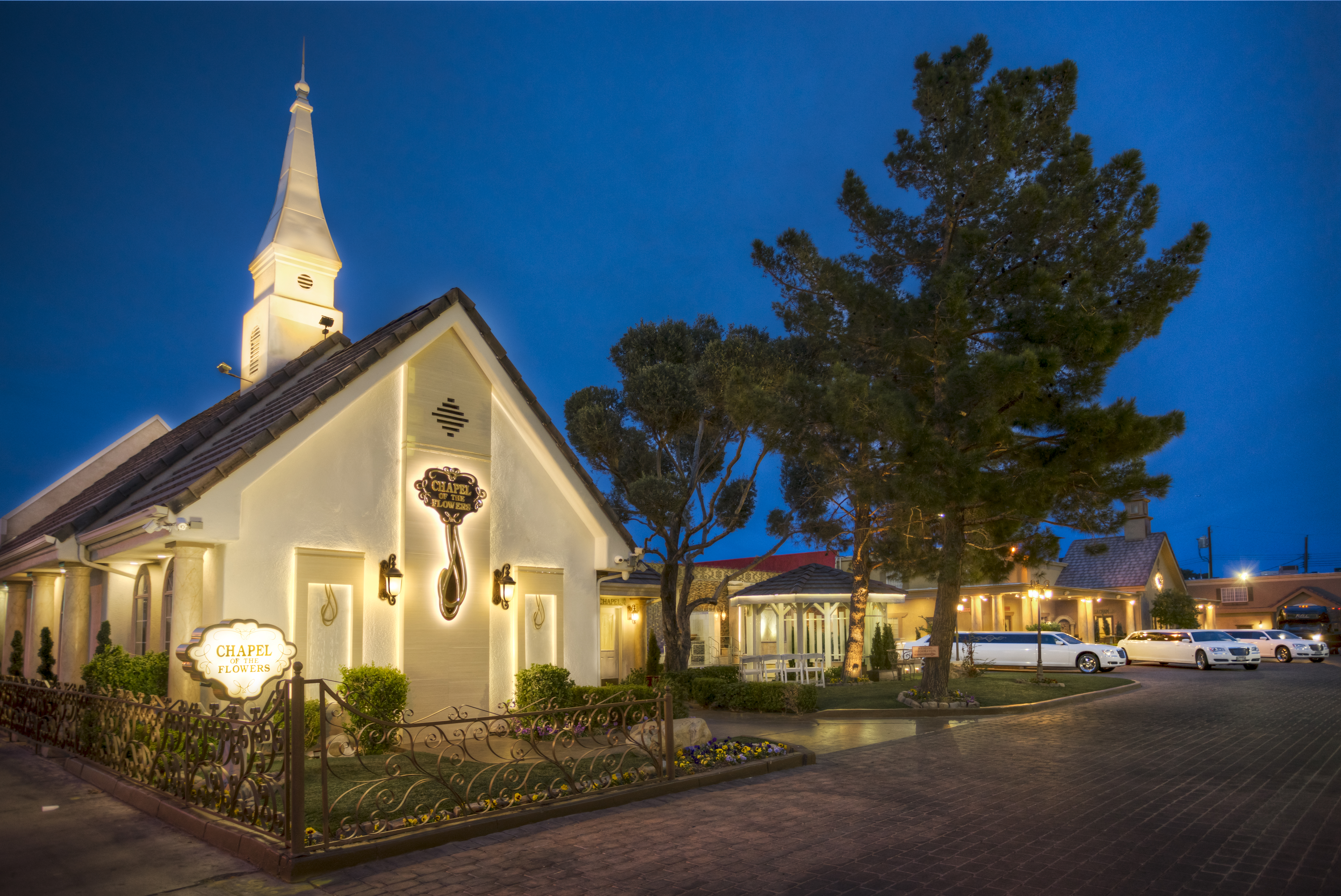
Svatební kaple Chapel of the Flowers

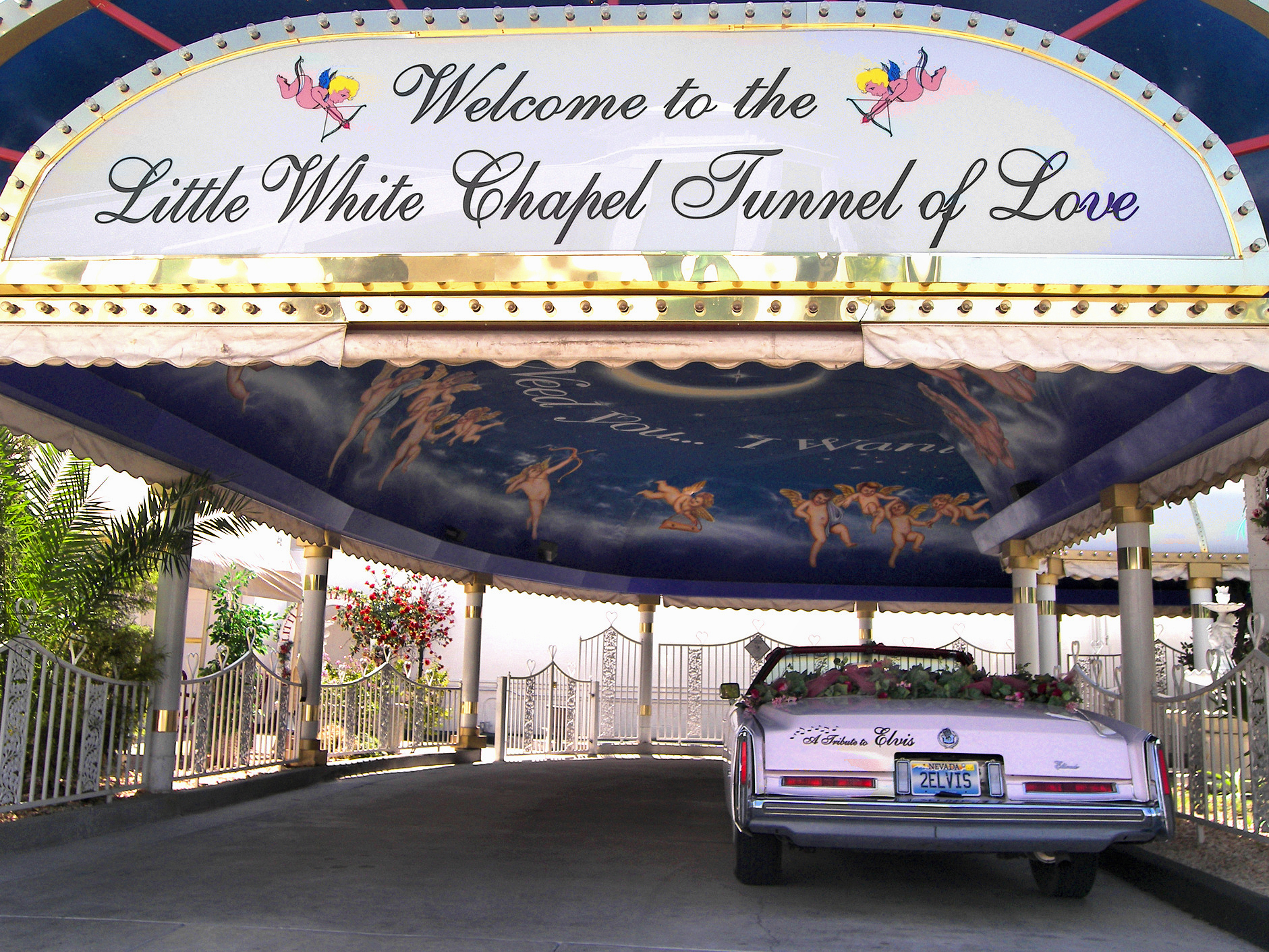
Drive-through svatební kaple Little White Chapel

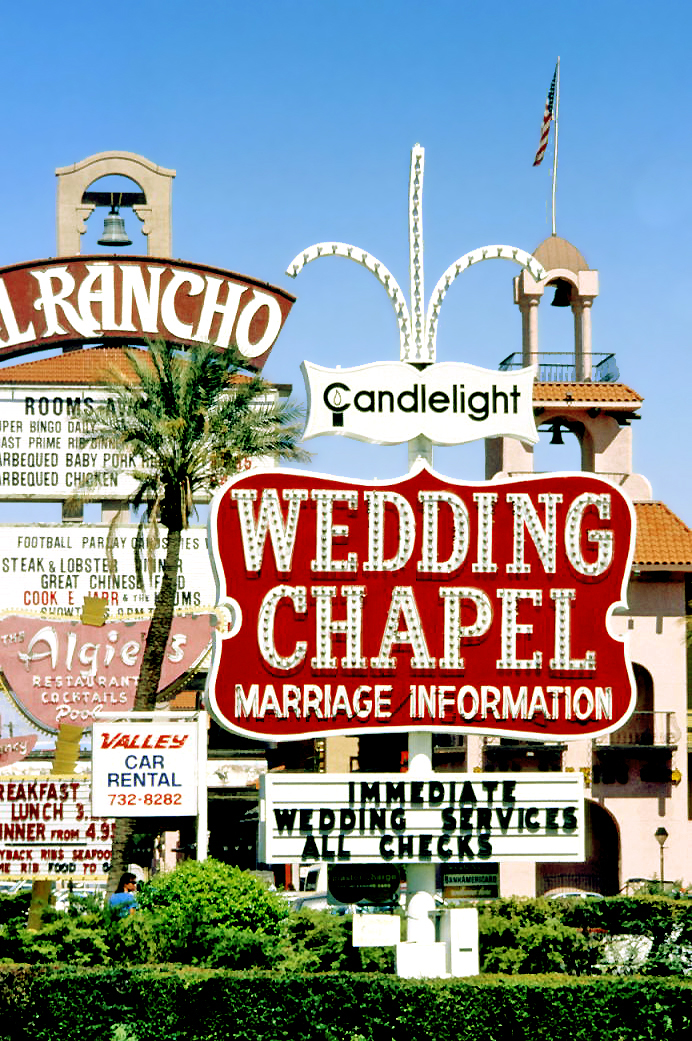
Banner lasvegaské svatební kaple

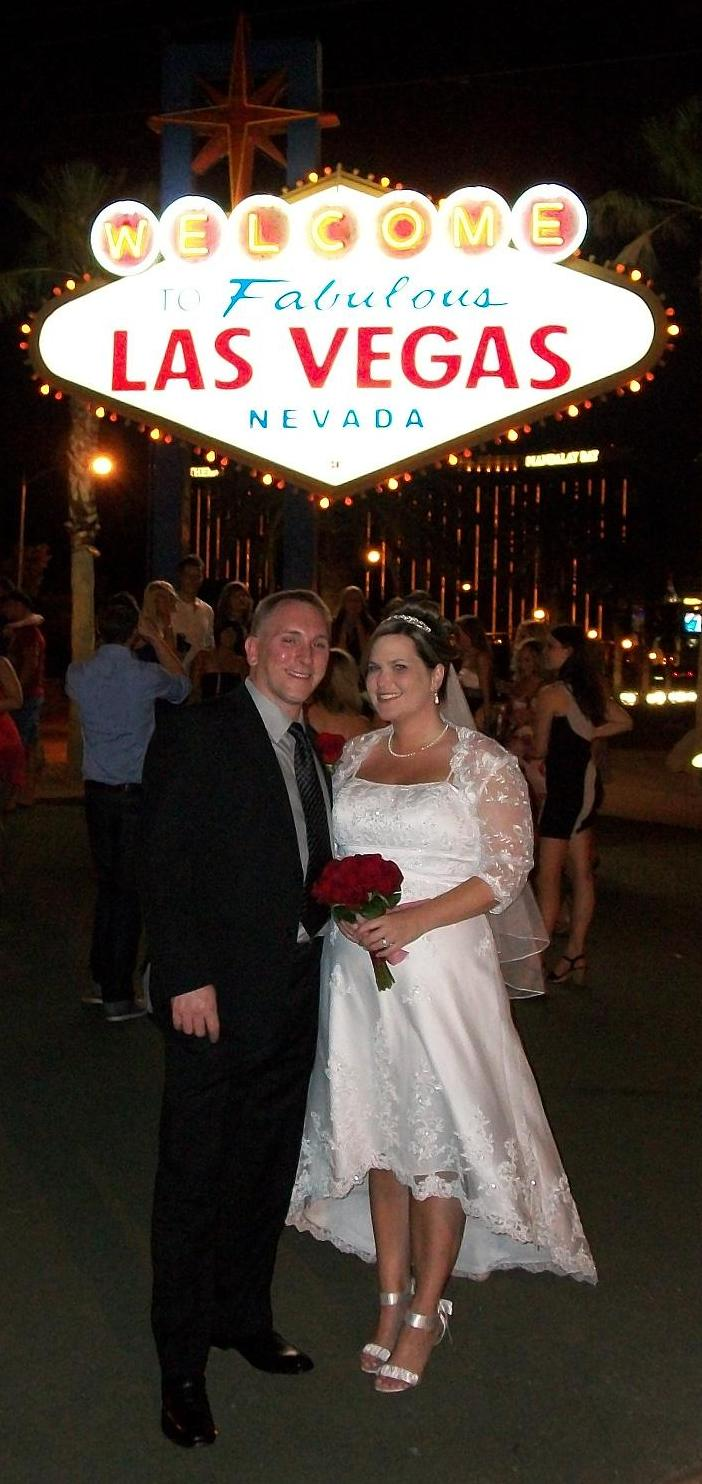
Svatba v Las Vegas

Nevadské město Las Vegas je proslulé tím, že se v něm mnoho lidí nechává oddat. To je dáno tím, že v Las Vegas je mnoho oddacích míst a svatebních kaplí, kde je možné uspořádat svatbu levně a rychle, ale i tím, že ve státě Nevada je velmi snadné a rychlé si zařídit licenci na oddávání (stačí pouze vyplnit formulář, přiložit fotku a zaplatit 120 dolarů, licence je vydávána prakticky ihned). Nevada umožnila takto jednoduchý postup právě pro to, aby do státu přijelo více turistů uzavřít svatbu. Svatby v Las Vegas jsou populární již od 50. let 20. století.
V roce 2006 bylo 5,2 % svateb v celých USA uzavřeno v Clark County, tj. v okrese, kde se Las Vegas nachází.

## Oddací místa
V Las Vegas je mnoho oddacích míst, na kterých je možné sňatek uzavřít. Někteří lidé uzavírají sňatek přímo na úřadě v Las Vegas (protože jde o jednoznačně nejlevnější možnost), případně také v kostele nebo v synagoze. Ještě populárnější je ale uzavřít sňatek ve svatebních kaplích, které nabízejí celou řadu obřadů, ať už civilních nebo náboženských. Nabízeny jsou i tematické svatby (svatba v havajském stylu, pohádková, halloweenská, na motivy Star Treku nebo Star Wars, případně s dvojníkem Elvise nebo Michaela Jacksona a řada dalších). V některých kaplích je možné uzavřít svatbu formou drive-through. Svou svatební kapli má celá řada lasvegaských hotelů, restaurací, kasin nebo golfových hřišť. Většina svatebních kaplí se nachází v oblasti Las Vegas Strip, kde se nachází i celá řada kasin a dalších lasvegaských atrakcí, nicméně některé svatební kaple se nacházejí i v centru města.
Mezi nejznámější svatební kaple v Las Vegas patří A Little White Wedding Chapel, Chapel of the Flowers a Graceland Wedding Chapel.

## Slavné osobnosti oddané v Las Vegas (výběr)
- Paul Newman a Joanne Woodwardová (1958)[8]
- Frank Sinatra a Mia Farrowová (1966)[9]
- Bruce Willis a Demi Moore (1987)[9]
- Dennis Rodman a Carmen Electra (1998)[10]
- Angelina Jolie a Billy Bob Thornton (2000)[11]
- Britney Spears a Jason Allen Alexander (2004)[p 2][12]
- Pamela Anderson a Rick Salomon (2007)[13]
- David Dobrik a Lorraine Nash (2019)[14]
- Ben Affleck a Jennifer Lopez (2022)[15]

## Svatby v Las Vegas v populární kultuře
Fenomén svateb v Las Vegas je reflektován v mnoha amerických filmech a seriálech. Některé filmy celý svůj příběh zakládají právě na svatbě v Las Vegas, například Viva Las Vegas z roku 1964, nebo Pařba ve Vegas z roku 2009. Na svatby v Las Vegas je také odkazováno v několik epizodách seriálů Simpsonovi a Teorie velkého třesku.